# یوسیف روتاریو
یوسیف روتاریو (رومانیایی: Iosif Rotariu؛ زادهٔ ۲۷ سپتامبر ۱۹۶۲) بازیکن سابق و مربی فوتبال اهل رومانی است.
از باشگاه‌هایی که در آن بازی کرده‌است می‌توان به باشگاه فوتبال استوا بخارست، باشگاه فوتبال گالاتاسرای، و باشگاه ورزشی گالاتاسارای اشاره کرد.
وی همچنین در تیم ملی فوتبال رومانی بازی کرده‌است.